# Přírodní park Heřmanův Městec
Přírodní park Heřmanův Městec je přírodní park rozkládající se na okraji města Heřmanův Městec v okrese Chrudim v Česku.

## Lokalita
Přírodní park Heřmanův Městec o rozloze 341 ha se nachází u východního a jihovýchodního okraje města. Vyhlášen byl v roce 1996 a zasahuje do katastrálních území Heřmanův Městec, Kostelec u Heřmanova Městce, Úherčice a Chotěnice. Na západě je ohraničen přibližně zástavbou města, na severu silnicí I/17 s tím, že část parku zvaná Bažantnice se nachází severně od ní. Na východě přírodní park ohraničuje silnice II/341 a na jihu oplocení obory Úherčice a hranice přilehlého lesa. Přírodní park se skládá ze tří hlavních částí. První je zámecký park nacházející se v jeho severozápadní části, druhou lesopark Palác zaujímající východní a největší část přírodního parku a třetí již zmíněná Bažantnice tvořící výběžek na jeho severní straně. Prostor parku slouží především ke krátkodobé rekreaci obyvatel přilehlého města.

## Části přírodního parku

### Zámecký park
Zámecký park s arboretem o rozloze 42,69 ha se nachází v severozápadní části přírodního parku jižně od pozdně barokního heřmanoměsteckého zámku. Je veřejně přístupný. Jeho niveleta se mírně zvedá ve směru sever - jih. V místě zámecké zahrady a přilehlé obory založil v návaznosti na přestavbu zámku v roce 1784 hrabě Jan Václav Špork přírodně krajinářský park. Současnou podobu získal ve 20. letech 19. století, perličkou je jeho využití během druhé světové války jako vojenského polního letiště. Jeho původní dispozice spočívala ve vytvoření tří rozbíhajících se průhledových paprsků, z nichž se do dnešní doby nejvíce dochoval prostřední 600 metrů dlouhý. Z jeho nejvyššího bodu je výhled na vlastní zámek, vzdálenou Kunětickou horu a opačným směrem na zámecký rybník. Východní část parku má dnes již charakter přirozeného lesa tvořeného doubravou s příměsí borovice lesní. Do oploceného parku je možné vstoupit několika vchody opatřenými informačními tabulemi. U významných dřevin se nacházejí kovové cedulky. Společně s Bažantnicí je park chráněn i v rámci přírodní památky Heřmanův Městec.

### Lesopark Palác
Lesopark Palác tvoří největší část přírodního parku. Zaujímá celou jeho východní část a přímo navazuje na park zámecký. Tvoří jej někdejší partie parkového lesa s enklávami sadů. Poslední velká regenarece jeho dřevin a travnatých ploch proběhla v roce 1969 ve spolupráci se zahradníkem posledního majitele zámku z rodu Kinských Laubem. Mnoho stromů muselo být pokáceno po vichřici v červnu roku 2008. V areálu lesoparku se nachází i nejvyšší bod přírodního parku o nadmořské výšce 382 metrů.

### Bažantnice
Bažantnice se coby jediná část přírodního parku nachází severně od silnice I/17. Je dále vymezena dvěma silnicemi vedoucími k obci Klešice a tokem Podolského potoka. Jedná se o starou doubravu, která si zachovala ráz romantické krajiny s pastevním lesem. Společně se zámeckým parkem je Bažantnice chráněna i v rámci přírodní památky Heřmanův Městec.

## Přírodní poměry

### Geologie a geomorfologie
Skalním podkladem přírodního parku jsou svrchnokřídové usazeniny (Slíny) s vysokým obsahem vápníku. Parkem prochází rozhraní mezi Svitavskou pahorkatinou resp. Heřmanoměsteckou tabulí v jeho severní části a Železnými horami, jejichž severní úpatí zaujímá jižní část parku. Tomu odpovídá i poměrně velké výškové členění, kdy prostor u zámeckého rybníka leží v nadmořské výšce 280–290 metrů a naopak dvojice vrcholů v lesoparku Palác je vysoká 382 a 390 metrů.

### Hydrologie
Zámeckým parkem protéká Podolský potok, který napájí Zámecký rybník. Na jeho korytu jsou zřetelné úpravy vzniklé během parkových úprav. Osu východní části parku tvoří jeden z jeho pravých přítoků. Na jeho toku se nachází rovněž nevelký rybník Ježkovka a v jeho blízkosti udržovaná studánka U zlomené vrby, která je v péči žáků heřmanoměstecké základní školy.

### Flora

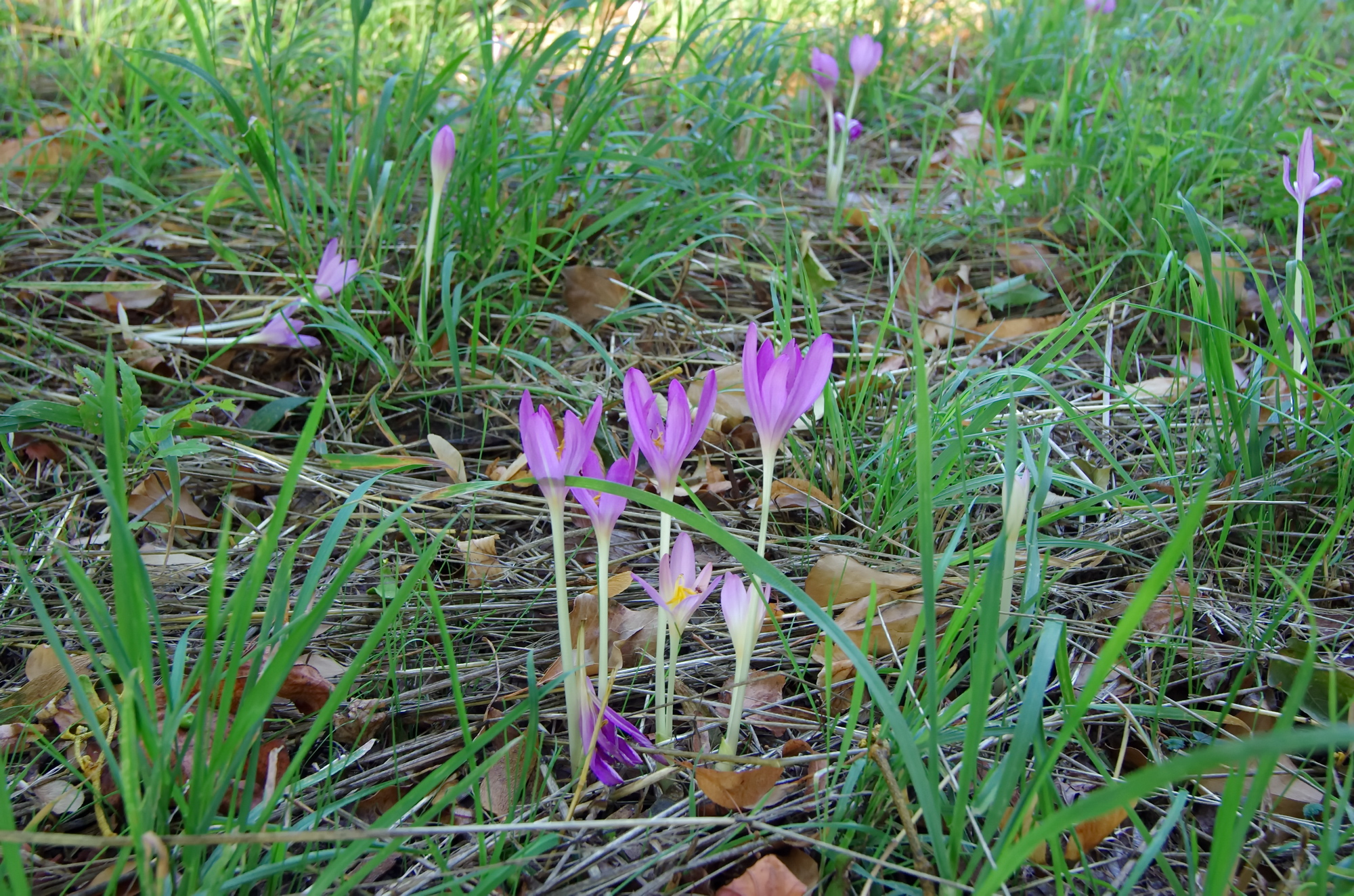
Ocún jesenní v parku v srpnu 2015

Rostlinná společenstva jsou převážně druhotná a mezi uměle vysazenými dřevinami nalezneme i četné nepůvodní druhy. V přírodním parku můžeme nalézt velké množství vzácných bylin jako je sasanka hajní, sasanka pryskyřníkovitá, prvosenka vyšší, plicník tmavý, pryskyřník kosmatý, konvalinka vonná, vraní oko čtyřlisté, divizna knotovkovitá, smetanka Nordstedtova, strdivka nicí, hrachor jarní, podbílek šupinatý nebo dymnivka dutá. V zámeckém parku se nachází 29 druhů stromů: borovice černá, borovice lesní, borovice vejmutovka, bříza bělokorá, buk lesní (tzv. Zámecký buk u západního okraje parku již patří mezi stromy zaniklé), buk lesní převislý, douglaska tisolistá, dub červený, dub letní (památný strom v blízkosti zámeckého rybníka), dub uherský, habr obecný, jasan ztepilý, javor babyka, javor klen, javor mléč, jírovec maďal, jírovec pleťový, kaštanovník setý, katalpa trubačovitá, lípa srdčitá, lípa velkolistá, modřín opadavý, olše lepkavá, platan javorolistý, smrk pichlavý 'Glauce', smrk ztepilý, tis červený, topol šedý a vrba náhrobní.

### Fauna
Z živočichů stojí za zmínku skokan zelený, slepýš křehký nebo ještěrka obecná. Hnízdí zde datel černý, strakapoud velký, brhlík lesní, pěnkava obecná, budníčci a pěnice. V zemním patře je běžná myšice lesní a norník rudý. V podzemních částech parku přezimuje netopýr velký, netopýr černý, netopýr vodní a netopýr ušatý. V zámeckých sklepních a půdních prostorách tvoří letní kolonie kritický ohrožený vrápenec malý. Z důvodu výskytu brouka páchníka hnědého byly lokality Zámecký park a Bažantnice vymezeny v rámci soustavy Natura 2000 jako Evropsky významná lokalita a stejnojmenná přírodní památka.

## Stavby
Kromě zámku a přilehlé části městské zástavby Heřmanova Městece, která se nachází na severozápadním okraji přírodního parku, se v jeho centrální části rozkládá chatová osada Ježkovna. Severně od ní leží sportovní areál s tenisovými kurty a hokejbalovým stadionem Ježkárna. Ke sportovnímu areálu přiléhá dnes již nevyužívaný přírodní amfiteátr. Zajímavou stavbou je původní zahradnický dům stojící u východního vstupu do zámeckého parku.

## Turistické trasy
Heřmanův Městec je jedním z východišť turistických tras do Železných hor. Dvě z nich procházejí územím přírodního parku. Modře značená trasa do Vápenného podola ve západní částí zámeckého parku, zeleně značená trasa do Slatiňan jeho centrální částí a lesoparkem Palác.